# Free Wired
Free Wired —en español: Por cable gratuita— es un álbum del grupo Far East Movement, publicado el 12 de octubre de 2010 por Cherrytree Records.

## Lista de canciones
1. "Girls On The Dancefloor (con Stereotypes)
2. "Like a G6 (con The Cataracs y Dev)
3. "Rocketeer (con Ryan Tedder)
4. "If I Was You (OMG) (con Snoop Dogg)
5. "She Owns The Night (con Mohombi)
6. "So What?
7. "Don't Look Now (con Keri Hilson)
8. "Fighting For Air (con Vincent Frank)
9. "White Flag (con Kayla Kai)
10. "2gether (con Roger Sanchez y Kanobby)
11. "Go Ape (con Lil' Jon e Colette Carr) (Bonus Track de iTunes)
12. "2 is Better (con Natalia Kills y Ya Boy) (Bonus Track de iTunes)

## Posicionamiento en listas
| Listas (2010)                | Mejor posición |
| ---------------------------- | -------------- |
| Australian ARIA Albums Chart | 65             |
| Canadian Albums Chart        | 16             |
| UK Albums Chart              | 63             |
| UK R&B Chart                 | 8              |
| US Billboard 200             | 24             |
| US Billboard Top Rap Albums  | 4              |